# Gahania karooensis
Gahania karooensis é uma espécie de cerambicídeo, endêmica da África do Sul.

## Etimologia
O epíteto específico — karooensis — é devido a localizada onde o holótipo foi encontrado, na Reserva Nacional Karoo.

## Taxonomia
Em 1998, Adlbauer descreve a espécie com base em um holótipo macho encontrado em Beaufort West (África do Sul).